# Ichijinsha
Ichijinsha Inc. (яп. 株式会社一迅社 кабусики-гайся итидзинся) — японское издательство, специализирующееся на публикации книг, журналов развлекательной тематики и манги (японских комиксов). Компания возникла в августе 1992 года под названием «Studio DNA» (яп. スタジオDNA), а её первоначальной целью была редакция сёнэн-манги. В январе 1998 года Studio DNA превратилась в акционерное общество и стало полноценным издательством. В декабре 2001 была сформирована компания Issaisha (яп. 一賽舎), которая начала издание журнала для девушек Comic Zero-Sum. Ichijinsha образовалась в результате слияния Studio DNA и Issaisha в марте 2005 года.

## Журналы
В издательстве выходят такие издания, как ежемесячный журнал сёнэн-манги Comic Rex (с декабря 2005 года), юри-журнал Comic Yuri Hime и, до своего закрытия в 2010 году, Comic Yuri Hime S. Журнал Manga 4koma Palette (яп. まんが4コマぱれっと манга ёнкома парэтто) изначально являлся специальным приложением к журналу Comic Rex. В нём публикуются Chirochan и другие ёнкомы. Тираж журнала — 70 тыс. экземпляров.

### Comic Zero-Sum

Обложка журнала Comic Zero-Sum за сентябрь 2009 года, где изображены персонажи манги Amatsuki

Monthly Comic Zero Sum (яп. 月刊コミックZERO-SUM Гэккан Комикку Дзэро Саму, букв. «Ежемесячный журнал комиксов „Zero-Sum“») — ежемесячный журнал сёдзё-манги, насчитывающий около 600 страниц. Он был первым журналом Ichijinsha, и после создания Comic Zero-Sum туда ушли несколько ведущих авторов из G Fantasy компании Square Enix. Тираж журнала — 120 тыс. экземпляров. Наиболее известными работами, выходящими в нём, стали Saiyuki Reload, Saiyuki Gaiden (1999), Makai Senki Disgaea (2003) и Loveless.

### Zero-Sum Ward

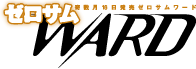
Логотип журнала Zero-Sum Ward

Ежеквартально выходит Gekkan Comic Zero-Sum Zoukan Ward (яп. 月刊コミックゼロサム増刊 WARD), кратко называемое Zero-Sum Ward (яп. ゼロサムWARD). Тираж — 50 тыс. экземпляров.
| - Akumazelma (アクマゼルマ) - Uwasaya (噂屋) - M Comicer (M,comicer) - Aruosumente (アルオスメンテ) - Kyoumeiseiyo! Todo Shiritsu Koukou Tosho Iinkai (共鳴せよ!私立轟高校図書委員会) - Crimson Empire — Circumstances to serve a noble (クリムゾン・エンパイア～Circumstances to serve a noble～) - Satou-kun to Tanaka-san: The blood highschool (佐藤くんと田中さん -The blood highschool) - Zanbara! (斬バラ!) - Shuushuu Taishitsu (収拾体質) - Tindharia no Tane (ティンダーリアの種) |  | - Toukaidou Hisame — Kagerou (東海道HISAME−陽炎−) - Tramp (TRAMP.) - 20860000 (ニイマルハチロクオオルリセット) - Nejimaki no Niwa (ねじまきの庭) - Haigakura (ハイガクラ) - Baku (獏〜BAKU〜) - Hi no Matoi (緋の纏) - Fukigen na Meitantei Division-0 (不機嫌な名探偵 division-0) - Black Dust Portion (ブラックダストポーション) - Bokura no Kiseki (ボクラノキセキ) |

## Импринты
Ichijinsha Bunko
Ichijinsha Bunko (яп. 一迅社文庫) — марка, под которой издаются книги формата лайт-новел для юношеской аудитории. Существует с 20 мая 2008 года.
Ichijinsha Bunko Iris
Ichijinsha Bunko Iris (яп. 一迅社文庫アイリス) — марка для публикации лайт-новел для девушек. Существует с 19 июля 2008 года. Произведения для девушек включают новеллизации популярной манги из журнала Comic Zero-Sum и компьютерных игр, а также оригинальные произведения, в которых центральное место занимает юри или мир в стиле фэнтези.